# Maksym I z Jerozolimy
Maksym I z Jerozolimy – dziewiętnasty biskup Jerozolimy.